# مارکوس زوساک
مارکوس فرانک زوساک (انگلیسی: Markus Frank Zusak؛ زادهٔ ۲۳ ژوئن ۱۹۷۵) نویسنده اهل استرالیا و خالق دو رمان کتاب دزد و پیام‌رسان است.
وی همچنین برندهٔ جوایزی همچون جایزه ادبیات نسل جوان آلمان شده‌است.